# Xanthom

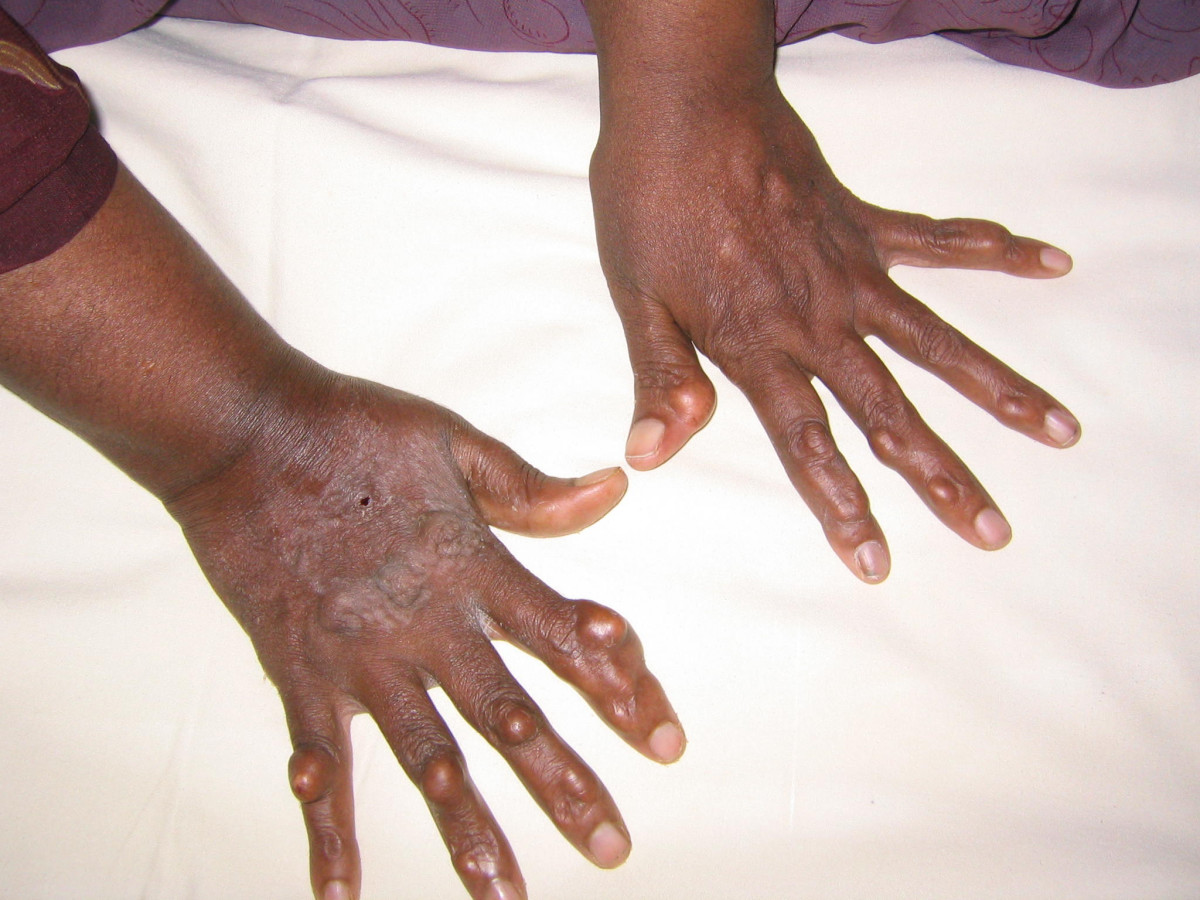
Hände mit mehreren Xanthomen

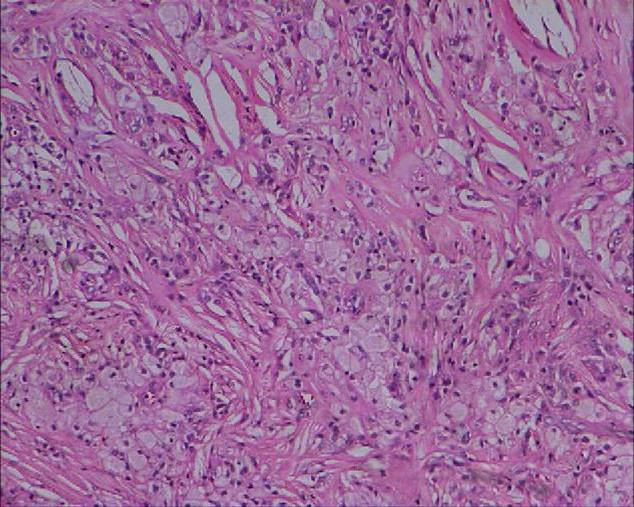
Mikroskopisches (histologisches) Bild eines Xanthoms

Xanthome (von altgriechisch ξανθός (xanthos) = gelb) sind an sich harmlose, orange-gelblich schimmernde, knoten- bis plaqueartige Fettablagerungen in der Haut. Sie werden auch als Gelbknoten bezeichnet. Sie sind lokalisierte Ansammlungen von Makrophagen, die massenhaft Fette eingelagert haben und sich zu Schaumzellen umformen. Xanthome entstehen durch Fettstoffwechselstörungen, überwiegend bei erhöhtem Cholesterinspiegel. Auch Erkrankungen mit Ursachen in anderen Stoffwechselwegen können als Ursache bei Xanthomen vorliegen. Solche Erkrankungen werden als Xanthomatosen bezeichnet. Ein Beispiel dafür ist die cerebrotendinöse Xanthomatose, eine seltene neurodegenerative Erkrankung bei Störung des Gallensäure-Stoffwechsels.
Wichtigster Vertreter der Xanthome ist das Xanthelasma palpebrarum, das um die Augen lokalisiert ist, vor allem an deren Oberlidern.

## Formen
- Sehnenxanthome (z. B. an den Achilles- oder Fingerstrecksehnen)
- plane Xanthome (Xanthomata plana)
- tuberöse Xanthome (Xanthomata tuberosa)
- Xanthelasmen (auf den Augenlidern oder um die Augen)
- eruptive Xanthome (insbesondere auf dem Gesäß und an den Unterarmstreckseiten)
- Handlinienxanthome

## Therapie
Xanthome werden örtlich chirurgisch oder mit Laser abgetragen. Im Vordergrund sollte jedoch die Therapie der zugrunde liegenden Fettstoffwechselstörungen stehen, die für schwererwiegende Störungen verantwortlich sein können, beispielsweise die Entstehung der Arteriosklerose. Gelegentlich kommt es nach Verringerung erhöhter Blutfettwerte auch zu einer Rückbildung von Xanthomen.